# 원시반사
원시반사(原始反射, 영어: primitive reflex)란, 정상 영아에게서 보여지는 중추신경의 본능적 반사작용으로, 특정한 자극에 응하여 나타난다. 신경학적으로 건장한 성인에게서는 나타나지 않는다. 원시반사는 영아가 성장하여 아동기로 진입함에 따라 전두엽이 발달하면서 억제되어 사라진다. 영아반사(嬰兒反射, infantile, infant reflex), 신생아 반사(新生兒反射, neonatal, newborn reflex)라고도 한다.
뇌성마비 등 신경 발달에 문제가 있는 경우 나이가 들어도 원시 반사가 유지되거나 재현될 수도 있다. 이러한 재발은 치매(특히 전두측두 변성), 외상성 뇌손상, 뇌졸중 등 특정 신경학적 상태와 관련이 있다. 뇌성마비를 가진 정상 지능인은 이러한 반사를 억제하는 법을 배울 수 있으나, 극심한 놀람 반응 등 특정 상황에서는 반사가 다시 나타날 수 있다. 또한, 반사는 신경학적 이상이 영향을 미치는 부위에 국한될 수 있다. 예를 들어, 다리에만 영향을 받는 뇌성마비 환자는 바빈스키반사를 유지하며 다른 기능은 정상일 수 있다. 편마비를 가진 경우, 영향을 받은 쪽 발에서만 반사가 나타나기도 한다.
원시 반사는 뇌 손상이나 파킨슨병으로 인한 치매가 의심될 때 전두엽 기능을 평가하기 위해 검사되는 요소기도 하다. 이러한 반사가 제대로 억제되지 않으면 이를 전두 방출 징후(frontal release signs)라고 한다. 비정상적인 원시 반사는 자폐 스펙트럼 장애의 초기 징후로 연구된다.
원시 반사는 출생 시 이미 존재하는 외추체계 기능에 의해 매개되며, 피라미드로가 점진적으로 기능을 획득하고 수초화가 진행되면서 사라진다. 하지만 피라미드로의 기능이 손실되는 다양한 이유로 인해 원시 반사가 성인이나 어린이에게 다시 나타날 수 있다. Amiel Tison 신경학적 평가 방법의 도입으로 소아에서 이러한 반사의 평가 중요성은 이전보다 줄어들었다 평가되기도 한다.

## 종류
| 종류                                                 | 설명 | 소실시기                  | 임상적 의의                                                                           |
| ---------------------------------------------------- | --- | ------------------------- | ------------------------------------------------------------------------------------- |
| 교차신전반사 (crossed extension reflex)              | 양 다리를 느슨하게 굴곡시킨 자세에서 한쪽 다리를 고관절, 슬관절에서 굴곡하면 반대쪽 관절이 신전                                                                                 | 1~2개월                   | 3개월 이후까지 소실되지 않으면 병적 경련성, 이운동성 위험                             |
| 인형눈 현상 (doll’s eye phenomenon)                  | 고개를 빠르게 수동적으로 돌릴 때 눈이 따라오는 것이 지연되는 것. 나중에 고개가 돌아간 방향으로 눈이 향하여 중심에 있게 됨                                                       | 3개월                     | 음성반응시 뇌간이나 동안신경의 손상                                                   |
| 회피반사                                             | 사지의 피부에 강한 자극이 주어질 때 사지를 몸통쪽으로 회피시키는 반응 | 평생지속                  | 감각신경이나 반사궁의 이상                                                            |
| 들어올림 반사 (lift reflex)                          | 아이를 세워서 몸통을 잡은 채 가볍게 위로 들어 던졌다가 다시 잡았을 때 사지를 느슨하게 구부림                                                                                    |                           | 뻣뻣함: 경직성 뇌성마비 Moro 양상: 운동성 뇌성마비                                    |
| 먹이찾기 반사 (rooting reflex; 설근반사)             | 뺨이나 입술에 가벼운 자극이 있으면 그 방향으로 고개를 돌림 | 3개월                     | 수유시 관찰되는 섭취의 기본반사. 설근신경이나 미주신경 등의 손상을 의심해 볼 수 있음. |
| 빨기반사 (sucking reflex; 흡철반사)                  | 물체를 입에 대거나 입안에 놓으면 입을 움직여 빨려고 함. | 영아기중 계속 보이다 소실 | 위와 동일                                                                             |
| 삼킴반사 (swallowing reflex; 연하반사)               | 식괴가 전구개궁에 닿으면 삼키는 반사 | 평생지속                  | 위와 동일                                                                             |
| 밀어냄 반사 (extrusion reflex)                       | 혀에 접촉하거나 촉각자극을 주면 혀를 내민다 | 4개월                     |                                                                                       |
| 구토반사 (gag reflex)                                | 혀의 뒤쪽을 누르거나 자극하면 구토가 유발 | 평생지속                  | 질식 방지                                                                             |
| 손바닥 움켜잡기 반사 (palmar grasp reflex; 파악반사) | 손바닥에 물건을 올려놓으면 움켜쥔다. 빼내려하면 더욱 세게 움켜쥠. | 3개월                     | 음성일 경우 신경이나 근육의 미성숙, 골절 등을 의심해 볼 수 있음                       |
| 발바닥 움켜잡기 반사 (plantar grasp reflex)          | 발바닥의 가운데를 자극하면 발가락을 발바닥면으로 굴곡. | 8개월                     | 위와 동일                                                                             |
| 바빈스키 반사 (Babinski reflex)                      | 발바닥의 외측을 발꿈치에서 발가락 쪽으로 가볍게 긁으면 엄지발가락만 구부리고 나머지 발가락은 활짝 펴고 과신전                                                                   | 12개월                    | 음성시 중추신경계 손상                                                                |
| 발 내딛기 반사 (placing reflex;플래싱 반사)          | 아기를 세운자세로 들고 발등을 책상 모서리에 닿게 하면 다리를 구부려 책상위로 발을 내딛는 반응                                                                                   | 2개월                     | 운동신경이나 고유감각신경, 소뇌의 손상                                                |
| 보행반사 (stepping reflex)                           | 아기를 바로 세워들고 발바닥을 바닥에 닿게 하여 체중부하를 주면 몇 걸음 걷는 형상을 보임                                                                                         | 2~4개월                   | 음성이거나 비 대칭적인 반응 시 중추/말단 신경의 손상, 골절 등을 의심해 볼 수 있음     |
| 기는 반사 (prown crawl r.; 포복 반사)                | 엎드린 상태로 눕혀놓을 경우 기어가는 듯 한 모습을 보임 | 6주                       | 위와 동일                                                                             |
| 긴장경 반사 (tonic neck r.; 펜싱 반사)               | 바로 누운 아기의 머리를 한 쪽으로 돌리면 얼굴이 향하는 쪽의 팔과 다리를 펴고 반대쪽의 팔다리를 구부림                                                                           | 6~7개월                   | 음성일 때 중추신경계 손상                                                             |
| 목 바로잡기 반사 (neck righting r.)                  | 목을 돌리면 그 쪽으로 어깨와 체간을 돌림. |                           | 긴장경 반사가 없어질 때 즘 일어남.(4개월경) 뒤집기의 시작                             |
| 모로 반사 (Moro reflex)                              | 바로 누운 아기의 머리를 30° 정도 들어올렸다가 갑자기 떨어뜨렸다가 검사자의 손으로 받칠 때 양 팔을 펴고 손을 폈다가 양손을 다시 쥐고 팔을 오므리는 반응                          | 5~6개월                   | 음성: 중추신경계의 손상 비대칭성: 골절, 신경손상, 편마비 등                           |
| 란다우 반사 (Landau reflex)                          | 허공에 아기를 수평으로 뒤집어 들었을 때 머리와 팔꿈치, 무릎, 엉덩이 신전 (날아가는 모양새)                                                                                      | 3개월                     | 음성이거나 미약함: 저긴장증, 신경손상 지나친 신전: 고긴장증 , 후궁반장                |
| 체간 만곡반사 (trunk incurvasion r.; Galant reflex)  | 아기를 뒤집어 놓고 손가락으로 가볍게 12늑골에서 장골능까지 긁어내리면 골반과 몸통이 휘어짐 (주름 확인)                                                                          | 1~2 개월                  | 척추신경의 이상을 알아봄. 양쪽 모두 검사하는 것이 중요                                |
| 당김 반응 (traction reaction)                        | 바로 누운 자세에서 발을 검사자 쪽으로 하고 손을 잡아 몸이 지면에서 45°가 될 때까지 천천히 위로 들어 올림. 처음에는 머리가 따라오지 못하다가 (뒤로 젖힘) 나중에 머리를 들어올림. | 6개월                     |                                                                                       |
| 낙하산 반사 (parachute reflex)                       | 바르게 세운 상태에서 체간을 빠르게 앞으로 기울이면 (넘어지는 것처럼) 팔을 내밀어 땅을 짚으려 함                                                                                 | 6~7개월쯤 나타남          | 걷기 전에도 나타남                                                                    |

## 같이 보기
- 반사 (생리학)
- 아기
- 뻗침반사 (stretch reflex, 신장반사)